# Wolvi
Wolvi är en ort i Australien. Den ligger i kommunen Gympie Regional Council och delstaten Queensland, omkring 150 kilometer norr om delstatshuvudstaden Brisbane. Antalet invånare är 376.
Närmaste större samhälle är Gympie, omkring 17 kilometer väster om Wolvi. 
I omgivningarna runt Wolvi växer i huvudsak städsegrön lövskog. Runt Wolvi är det glesbefolkat, med 16 invånare per kvadratkilometer. Genomsnittlig årsnederbörd är 1 531 millimeter. Den regnigaste månaden är mars, med i genomsnitt 289 mm nederbörd, och den torraste är september, med 33 mm nederbörd.